# Vladimir Rebikov

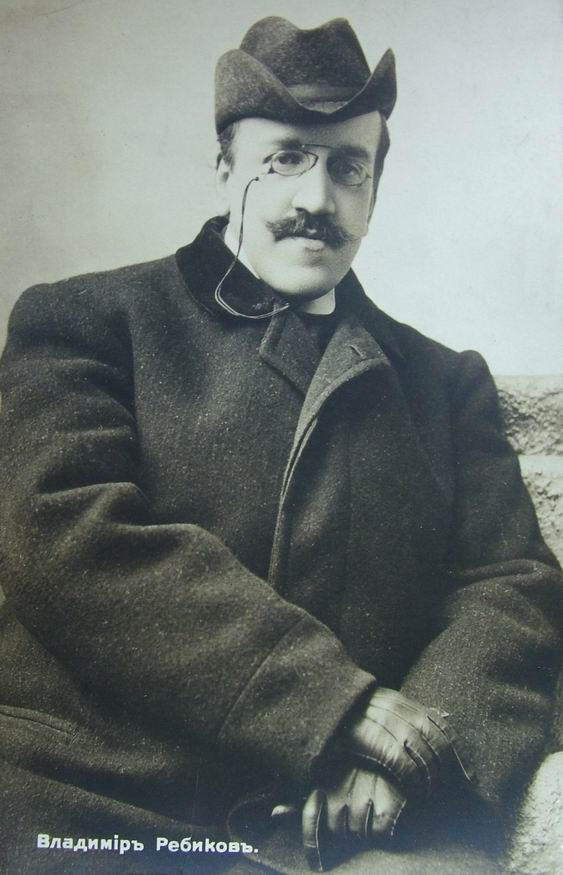
Vladimir Rebikov, Postkaart, (1910)

Vladimir Ivanovich Rebikov ook wel geschreven als Rebikoff  (Russisch: Владимир Иванович Ребиков) (Krasnojarsk, 31 mei 1866 - Yalta, 1 oktober 1920) was een laat romantische Russische componist en pianist.  

## Biografie
Rebikov kwam uit een muzikale familie waarin iedereen piano speelde. Hij volgde eerst taalkunde aan de Universiteit van Moskou, maar na afronding daarvan ging hij alsnog naar het Moskou Conservatorium P. I. Tsjaikovski (Russisch: Московская Государственная Консерватория им. П.И.Чайковского) in Moskou.
Hij studeerde daar bij Klenovski. Later studeerde hij ook in Wenen en Berlijn. Zijn werk leek oorspronkelijk veel op dat van Tsjaikovski, maar omdat hij geen salonmuziek wilde maken, richtte hij zich op het impressionisme en het Russische modernisme. Hij gebruikte hele-toonstoonladders, net zoals Debussy. Later ging hij verder door met de vernieuwing en gebruikte septiem en none-akkoorden alsmede polytonaliteit.
Ten slotte werd zijn werk expressionistisch en gebruikte hij ook spraak, de mélodeclamation genoemd. Deze muziek legde hij vast met een fonograaf, die hij onder een eigen platenlabel uitbracht.
Rebikov componeerde 10 opera's en 2 balletten.
Ondanks al zijn vernieuwingen is Rebikov het bekendst om zijn salonmuziek.
- Biblioteca Nacional de España: XX1487485
- Bibliothèque nationale de France: cb13962335b (data)
- Gemeinsame Normdatei: 118948652
- International Standard Name Identifier: 0000 0001 0904 5457
- Library of Congress Control Number: n82246129
- Nationale Bibliotheek van Letland: 000059221
- MusicBrainz: 8c7209ab-7f62-4109-997f-aeae00961c29
- Nationale Bibliotheek van Tsjechië: xx0026943
- Nationale Bibliotheek van Israël: 987007284370605171
- Nederlandse Thesaurus van Auteursnamen: 170376028
- SNAC: w6b873dz
- Système universitaire de documentation: 129511188
- Virtual International Authority File: 56802892
- WorldCat: E39PBJyxm394FGM9vKxVbhmmVC